# واکابا شیموگوچی
واکابا شیموگوچی (انگلیسی: Wakaba Shimoguchi؛ زادهٔ ۲ مهٔ ۱۹۹۸) بازیکن فوتبال اهل ژاپن است.